# Amalberga
Amalberga ist ein weiblicher Vorname germanischer Herkunft.

## Herkunft und Bedeutung des Namens
Amalberga leitet sich aus zwei Bestandteilen ab:
amal: Gotischer Name (der Mann Amal war der Stammvater der ostgotischen Amaler). Daneben lässt sich (gotisch) amals als „tapfer, tätig“ übersetzen.
bairgan: (gotisch) „bergen, bewahren, erhalten, beschützen“.
Tatsächlich ist der Name als Amalabairga bereits im 6. Jahrhundert im Gotischen belegt.
Die Amaler waren ein ostgotisches Herrschergeschlecht, dem zum Beispiel Theoderich der Große (471–526) entstammte. Der Einfluss der Amaler zu ihrer Zeit war sehr groß, allerdings starb das Geschlecht der Amaler mit König Theodahad im Jahre 536 aus.

## Andere Namensformen
Amalaberga, Amalaberge, Amalaburg, Amalberg, Amalberge, Amalburg, Amalburga, Amalburge, Aldburg, Altburg. Kurzformen davon, die heute als Vornamen gebräuchlich sind: Alma, Amelia, Amelie, Amalia oder Amalie.

## Namenstag
10. Juli

## Bekannte Namensträgerinnen
- Amalberga von Maubeuge, Nonne und Herzogin (7. Jahrhundert). Gedenktag: 10. Juli.
- Amalberga von Gent, Nonne und Mystikerin (8. Jahrhundert). Gedenktag: 10. Juli.
- Amalberga von Susteren, auch Amalberge, Amalberg oder Alma († um 900). Lebte bis 900 als Benediktinerin und erste Äbtissin der Abtei Susteren, Niederlande. Dort befinden sich auch ihre Reliquien. Gedenktag: 21. November.
- Amalaberga, Tochter von Amalafrida, Frau des Vandalenkönigs Thrasamund, und Nichte von Ostgotenkönig Theoderich; vor 510 verheiratet mit König Herminafried (auch Hermanfried, Hermenfried, Hermenefried, Ermenfried, Irminfried oder -fred und -frid, † 533) von Thüringen, Mutter von Amalafrid und einer Tochter